# Hải An, Hải Hậu
Hải An là một xã thuộc huyện Hải Hậu, tỉnh Nam Định, Việt Nam.

## Địa lý
Xã Hải An nằm ở phía tây huyện Hải Hậu, có vị trí địa lý:
- Phía đông giáp xã Hải Phong
- Phía tây giáp huyện Nghĩa Hưng (qua sông Ninh Cơ) và huyện Trực Ninh
- Phía nam giáp xã Hải Giang
- Phía bắc giáp huyện Trực Ninh.

Xã Hải An có diện tích 11,14 km², dân số năm 2022 là 11.729 người, mật độ dân số đạt 1.052 người/km².
Xã có trục đường An Đông chạy qua, nối từ xã Hải An đến xã Hải Đông.

## Hành chính
Xã Hải An được chia thành 10 xóm: 1, 2, 3, 4, 5, 6, 7, 8, 9, 10.

## Lịch sử
Địa bàn xã Hải An hiện nay trước đây vốn là hai xã Hải An và Hải Toàn thuộc huyện Hải Hậu.
Cách đây mấy trăm năm đây là vùng đất ngập mặn ven biển. Trải qua thời gian phù sa bồi lấp, kết hợp với sự cải tạo của con người mà trở thành làng quê trù phú.
Năm 1829, Doanh điền sứ Nguyễn Công Trứ lập ra vùng Cửu An - Nhất Phúc (9 thôn có chữ "an" và một thôn có chữ "phúc"), gồm các thôn: An Nghĩa, An Đạo, An Trạch (sau là xã Hải An); An Lạc, An Phú, An Lễ, An Phong, Phúc Hải (sau là xã Hải Phong) và An Nhân, An Nghiệp (sau là xã Hải Toàn).
Xã Hải An được thành lập vào ngày 15 tháng 10 năm 1952 trên cơ sở đổi tên từ xã An Ninh theo Nghị định số 224-TTg của Thủ tướng Chính phủ.
Trước khi sáp nhập, xã Hải An có diện tích 6,13 km², dân số là 5.032 người, mật độ dân số đạt 821 người/km², có 3 thôn: An Trạch, An Đạo, An Nghĩa, chia thành 15 xóm. Xã Hải Toàn có diện tích 5,01 km², dân số là 3.695 người, mật độ dân số đạt 738 người/km², có 2 thôn: An Nhân, An Nghiệp, chia thành 12 xóm từ 1 đến 12.
Ngày 10 tháng 1 năm 2020, Ủy ban Thường vụ Quốc hội ban hành Nghị quyết số 858/NQ-UBTVQH14 về việc sắp xếp các đơn vị hành chính cấp xã thuộc tỉnh Nam Định (nghị quyết có hiệu lực từ ngày 1 tháng 2 năm 2020). Theo đó, sáp nhập toàn bộ diện tích và dân số của xã Hải Toàn vào xã Hải An.
Ngày 2 tháng 12 năm 2021, HĐND tỉnh Nam Định ban hành Nghị quyết số 61/2021/NQ-HĐND về việc:
- Thành lập Xóm 1 trên cơ sở 4 xóm: 1, 2, 3, 4 Hải Toàn.
- Thành lập Xóm 2 trên cơ sở 3 xóm: 5, 7, 8 Hải Toàn.
- Thành lập Xóm 3 trên cơ sở xóm 9 Hải Toàn và xóm 10 Hải Toàn.
- Thành lập Xóm 4 trên cơ sở 3 xóm: 6, 11, 12 Hải Toàn.
- Thành lập Xóm 5 trên cơ sở 3 xóm: 1, 2, 4 Hải An.
- Thành lập Xóm 6 trên cơ sở xóm 3 Hải An và xóm 15 Hải An.
- Thành lập Xóm 7 trên cơ sở xóm 5 Hải An và xóm 6 Hải An.
- Thành lập Xóm 8 trên cơ sở xóm 7 Hải An và xóm 14 Hải An.
- Thành lập Xóm 9 trên cơ sở 3 xóm: 8, 9, 13 Hải An.
- Thành lập Xóm 10 trên cơ sở 3 xóm: 10, 11, 12 Hải An.

## Kinh tế
Trên địa bàn xã có nhiều nhà máy, xí nghiệp nhưng nghề nông vẫn còn chiếm tỉ trọng lớn so với công nghiệp, và tiểu thủ công nghiệp

## Văn hóa

### Di tích
- Đền An Trạch ở thôn An Trạch, được công nhận là di sản văn hóa cấp quốc gia vào năm 2013.[7]

Ngoài ra, trên địa bàn xã Hải An còn có nhiều nhà cổ được xây dựng từ khoảng thế kỷ XIX.

### Đặc sản
Xã Hải An và được xem là khu vực trồng lúa tám xoan Hải Hậu ngon nhất, được biết đến rộng rãi.

### Tôn giáo
Hiện nay xã Hải An có 2 thôn có nhà thờ Công giáo là thôn An Nghĩa và thôn An Đạo. Số giáo dân theo Công Giáo của xã Hải An khoảng 4000–5000 người.

## Danh nhân
- Vũ Xuân Thiều (1945 - 1972) là một anh hùng cảm tử đã lao vào tiêu diệt máy bay B-52 của Không lực Hoa Kỳ. Tuy được ghi nhận đã hạ B-52 nhưng Vũ Xuân Thiều không được truy tặng danh hiệu ngay vì các cấp chỉ huy e ngại các phi công khác sẽ học theo lối tấn công "cảm tử" này, mà mỗi phi công chiến đấu thì phải đào tạo rất lâu dài mới có được. Tới tháng 12 năm 1994, ông đã được Chính phủ Việt Nam truy tặng danh hiệu Anh hùng lực lượng vũ trang nhân dân.
- Nguyễn Văn Tuấn (sinh 1954), chính khách Việt Nam, nguyên Chủ tịch Ủy ban Nhân dân tỉnh Nam Định.